# Ueda Ryoya
Ryoya Ueda (sinh ngày 2 tháng 5 năm 1989) là một cầu thủ bóng đá người Nhật Bản.

## Sự nghiệp câu lạc bộ
Ryoya Ueda đã từng chơi cho Tokyo Musashino City FC và FC Ryukyu.